# HD 139357 b
HD 139357 b는 용자리 방향으로 지구로부터 약 396 광년 떨어진 곳에 있는 항성 HD 139357 주위를 도는, 외계 행성이다. 모항성은 겉보기 등급+6의 분광형 K형의 주계열성이다. 행성의 최소 질량은 목성의 대략 10배 정도 이지만 크기는 정확히 알려지지 않았다(그러나 목성의 약 120 퍼센트를 넘지는 않을 것이다). 실제 질량이 밝혀질 경우 b는 갈색 왜성으로 판명될 가능성이 크다. 궤도 경사각이 밝혀지지 않았기 때문에 실제 질량은 최솟값보다 훨씬 더 커질 수 있기 때문이다. 궤도이심률은 0.1로 지구에 비하면 찌그러져 있지만 그래도 다른 외계 행성들에 비하면 원형에 가까운 궤도를 돌고 있는 편이다. b를 사용하는 데 활용한 도플러 분광법은 지금까지 외계 행성을 발견하는 데 가장 많이 쓴 기술로, 행성의 중력이 항성의 스펙트럼에 미치는 떨림을 감지하는 것이다. 2009년 3월 20일 발견되었다.

## 같이 보기
- 용자리 42 b
- 용자리 이오타 b

## 참고 문헌
- Doellinger;  외. (2009). “Planetary companion candidates around the K giant stars 42 Draconis and HD 139357”. 《Astronomy & Astrophysics》. arXiv:0903.3593.